# Shinkyoku
Les shinkyoku (新曲) sont des compositions musicales modernes à destination du shakuhachi. L'expression est généralement employée pour désigner les compositions du début de l'après ère Meiji influencées par la musique occidentale.